# Meioneta ferosa
Meioneta ferosa là một loài nhện trong họ Linyphiidae.
Loài này thuộc chi Meioneta. Meioneta ferosa được Ralph Vary Chamberlin & Wilton Ivie miêu tả năm 1943.